# Walter Gassire
Walter Gassire (* 21. August 1946 in Florida; † 19. März 2023), auch bekannt unter dem Spitznamen El Flaco (span. für Der Dünne), war ein uruguayischer Fußballspieler auf der Position des Torwarts.

## Leben
Gassire begann in seiner Kindheit zunächst als Feldspieler auf der Position des Stürmers, bevor er sich für den Posten zwischen den Pfosten entschied. Mit 15 Jahren verließ er seinen Heimatverein und kam in den Nachwuchsbereich des Spitzenklubs Peñarol.
Seinen ersten Profivertrag unterschrieb er 1963 bei den Montevideo Wanderers, für die er die nächsten zwei Jahre tätig war, ehe er in den darauffolgenden sechs Spielzeiten beim Club Atlético Defensor unter Vertrag stand.
Anfang der 1970er Jahre wechselte er in die mexikanische Primera División zum Deportivo Toluca FC, mit dem er in der Saison 1974/75 den Meistertitel gewann.
1980 wurde bei Gassire ein Hirntumor diagnostiziert, der erfolgreich entfernt werden konnte. In den folgenden drei Spielzeiten stand er für jeweils eine Spielzeit bei Atletas Campesinos, Atlético Español und zuletzt Tampico-Madero unter Vertrag, wo er seine aktive Karriere in der Saison 1982/83 ausklingen ließ.
Nach Beendigung seiner aktiven Karriere blieb Gassire in Mexiko, wo er eine Mexikanerin heiratete und sich in seiner langjährigen Wahlheimat Toluca niederließ. In unmittelbarer Nähe des Stadions von Toluca eröffnete er ein Sportgeschäft.
Ferner war er gelegentlich unter seinen ehemaligen Mannschaftskameraden Roberto Matosas und Héctor Hugo Eugui, mit denen er 1974/75 den Meistertitel gewann, als Assistenztrainer tätig; erstmals 1986 unter Matosas bei Toluca sowie zwischen 2008 und 2011 unter Eugui beim CF Indios, beim Puebla FC und zuletzt noch einmal bei Toluca.

## Erfolge
- Mexikanischer Meister: 1974/75